# Абортус у Летонији
Абортус у Летонији је легалан и доступан на захтев у првих дванаест недеља трудноће, а из медицинских разлога до двадесет и друге недеље. Док је Летонија била део Совјетског Савеза, абортусе је регулисала Влада Совјетског Савеза. Влада Летоније има „систем надзора” који јој омогућава да прикупља информације о броју извршених абортуса.

## Историја
Од 21. јула 1940. Летонија је била позната као Летонска Совјетска Социјалистичка Република и следила је законе о абортусу Совјетског Савеза. Совјетски Савез је 27. јуна 1936. забранио све абортусе осим ако постоји опасност по живот мајке или ако дете наследи озбиљну болест од родитеља. Према овом закону, абортуси су требали да се обављају у породилиштима и болницама, а лекари који то не поштују кажњавани су са једном до две године затвора. Влада Совјетског Савеза је 23. новембра 1955. издала декрет којим је дозвољено да абортуси буду доступни на захтев. Касније те године, абортус је ограничен тако да се може обавити само у прва три месеца трудноће осим ако порођај угрожава мајку. Лекари су морали да раде абортусе у болницама и наплаћивала се накнада за све трудница осим оних које су биле у опасности. Ако абортус није обављен у болници лекар би се казнио са једном годином затвора, а ако особа која је извршила абортус није доктор онда би била осуђена на две године затвора. Ако би се трудници нанеле тешке повреде или смрт следила би казна до осам година затвора. Влада Совјетског Савеза је била забринута због стопе илегалних абортуса и покушала је да смањи њихову појаву па је 31. децембра 1987. објавио да ће дозволити многим медицинским установама да врше абортусе до двадесет осме недеље трудноће. Абортуси су се дешавали чешће и 1996. године у Летонији се извршило 44,1 абортус на 1000 рођених. Анкета о плодности из 1995. године је показала да је 30% жена у доби од двадесет и пет година имало абортус. Због високе стопе абортуса, влада Летоније подстиче више рађања. Од 2013. године се абортус може обавити без захтева до дванаесте недеље трудноће, а може се затражити до двадесет осме. Кампања под називом „За живот” је покренута како би се смањио број абортуса у Летонији. Године 1991. је било 34.633 порођаја и 44.886 абортуса, али овај број опада од 1999. Године 2011. је урађено око 7000 абортуса. Од 2010. године је стопа абортуса била 15,6 на 1000 жена старости од 15 до 44 године. Мифепристон је регистрован 2002.